# Ka 'Ano'i
Ka 'Ano'i je debitantski album havajskog glazbenika Israela Kamakawiwoʻolea.

## Pjesme
1. "Margarita" – 4:26
2. "Coney Island Washboard Woman" – 2:10
3. "Kainoa" – 2:27
4. "Kanai Aupuni" – 3:06
5. "I'll Be There (The Jackson 5 song)|I'll Be There/Warren's Song" – 4:20
6. "Men Who Ride Mountains" – 3:21
7. "Over the Rainbow/What a Wonderful World" – 4:00
8. "Hanohano O Cowboy" – 2:45
9. "Sea of Love" – 3:05
10. "You Don't Know Me" – 4:01